# Foundever
Foundever (anciennement « Acticall Sitel Group » puis « Sitel Group » jusqu'en mars 2023) est un groupe international du domaine de l`expérience client (CX en anglais). En 2023, le groupe se classe parmi les 3 premiers de son secteur avec 170 000 collaborateurs répartis sur 150 centres d'appel dans 45 pays avec un chiffre d'affaires de 4 milliard de dollars.  

## Histoire

### Fondation par les Américains
Foundever a commencé par la création d'un centre de télémarketing, appelée « HQ800 », filiale du conglomérat United Technologies, et située à Omaha (Nebraska). Celui-ci est rachetée en 1985 par son président  James F. Lynch qui la renomme SITEL (pour Systems International TELemarketing) et la dirige jusqu'en 1997.

### Rachat par les Français
La société de gestion d’expérience et de relation client « Acticall » est fondée en 1994, par Olivier Camino (1972- ), Arnaud de Lacoste (1971- ) et Laurent Uberti (1971- ), étudiants à l’école de commerce privée SKEMA
En 2004, création d'un centre de formation dénommé « Learning Tribes » comprenant plusieurs « tribus »  dont celle ayant pour thème la Gestion de la relation client (en anglais CRM - Customer Relationship Management).
En 2010 création de « The Social Client » un service numérique de la gestion de la relation client, qui prend en 2018 l'acronyme « TSC ».
En 2012, le groupe Acticall, déjà présent au Maroc, ouvre une filiale à São Paulo (Brésil).
En 2013, le logiciel de la gestion client « NovAgile » (devenu « Innso » en mai 2019) et le cabinet de conseil en Expérience Client « Extens Consulting » sont créés.
Le 18 septembre 2015, le Groupe Acticall, 180 millions d'euros de CA à l’époque, a racheté le leader américain de la relation client Sitel et est devenu ainsi le n°4 mondial de la relation client avec 1,7 milliard de dollars américain.
Mai 2019 : Acticall France devient Sitel France.
En juin 2021, Sitel Group acquiert  l'américain Sykes Enterprises (en) pour 2,2 milliards de dollars
En mars 2023, Sitel devient Foundever.
Foundever est détenu en 2021 à 80 % par Creadev, société d'investissement de l'Association familiale Mulliez (AFM), et à 20 % par ses dirigeants.

Évolution des logos de la société
1985
1996
2005
2015

## Filiales
Avec des filiales telles que Sitel France, The Social Client - TSC(Digital CRM - Customer Relationship Management  en anglais – Gestion numérique de la Relation Client en français), Innso (anciennement NovAgile - solutions technologiques), Learning CRM et Learning Tribes (formation), Sitel Premium Tech Support (assistance technique) et Sitel Customer Insights (connaissance clients), Extens Consulting (cabinet de conseil en Expérience Client), le groupe Sitel propose ses services dans toutes les régions du monde et pour tous secteurs d'activité. 

Logos des filiales
TSC 2010
TSC 2018